# Monti Prenestini
I Monti Prenestini sono una breve catena montuosa di origine calcarea appartenente al subappennino laziale, nella città metropolitana di Roma Capitale, a sud-est della capitale. 
Compresi tra i Monti Tiburtini (a nord), da cui sono separati dal fosso d'Empiglione, i monti Ruffi (a nord-est), da cui sono separati dal torrente Fiumicino, dalla cosiddetta "soglia di Palestrina" e dalla valle del Sacco (a sud), dall'agro Tiburtino e dai Colli Albani (a ovest), separati dalla Val Latina, nella quale passano la Via Casilina e l'autostrada A1 (tronco Roma-Napoli), prendono il nome dalla via Prenestina che da Roma raggiunge Palestrina.

## Descrizione

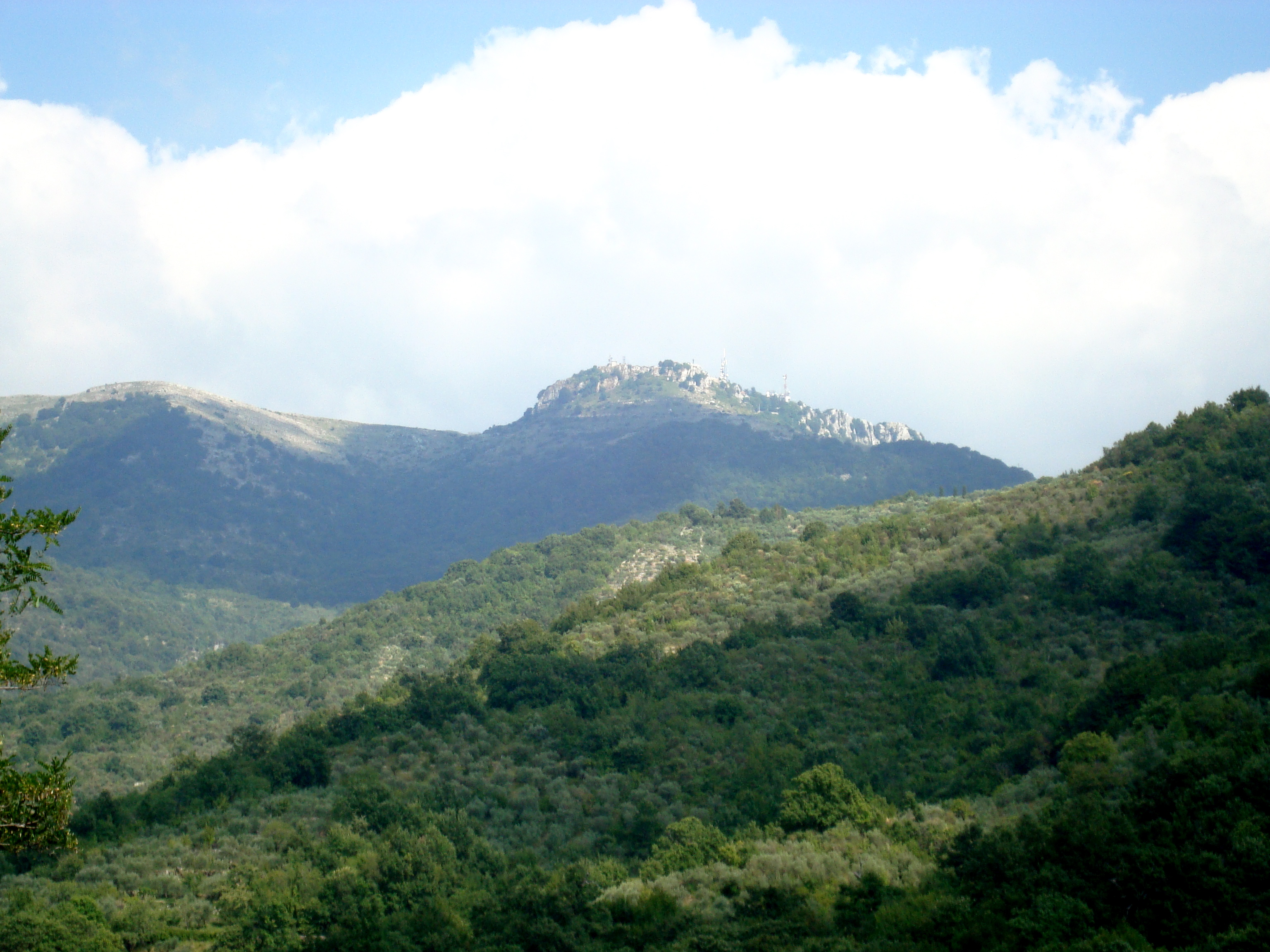
Monte Guadagnolo, cima più elevata dei Monti Prenestini

Contano di diverse cime sotto ed oltre i 1000 metri di quota e culminano nel monte Guadagnolo (1218 m s.l.m.), in cima al quale si trova il paese di Guadagnolo (l'unica frazione di Capranica Prenestina) e che ospita nel versante meridionale il Santuario della Mentorella, e nel vicino monte Cerella (1202 m s.l.m.).
Interessano i territori dei comuni di Palestrina, Capranica Prenestina, Castel San Pietro Romano, Pisoniano,  Ciciliano, Castel Madama,  Poli, Genazzano, Cave, Rocca di Cave, San Vito Romano, Zagarolo, San Gregorio da Sassola, Casape e Gallicano nel Lazio.

### Vette principali
- Monte Guadagnolo (1218 m)
- Monte Cerella (1202 m)
- Spina Santa (1059 m)